# Clase I-400
Los submarinos Clase I-400 (Sen To) fueron diseñados como submarinos portaaviones, por lo tanto, sus dimensiones eran mucho mayores a cualquier submarino existente hasta ese entonces.
Eran capaces de transportar en un hangar cilíndrico hasta tres hidroaviones de ataque Aichi M6A Seiran, especialmente diseñados para plegarse y desmontarse con facilidad y viceversa, con regular autonomía de vuelo pero con una excelente maniobrabilidad.
Su velocidad máxima en superficie era de casi 19 nudos (6-7 en inmersión), operando a una profundidad máxima de 100 metros. Contaban con una catapulta en la proa para el lanzamiento de los hidroaviones bombarderos, y estaba fuertemente artillado respecto a sus antecesores en lo que se refiere a cañones antiaéreos. El puente estaba desplazado respecto de la línea de crujía y era mucho más elevado que el de sus pares.

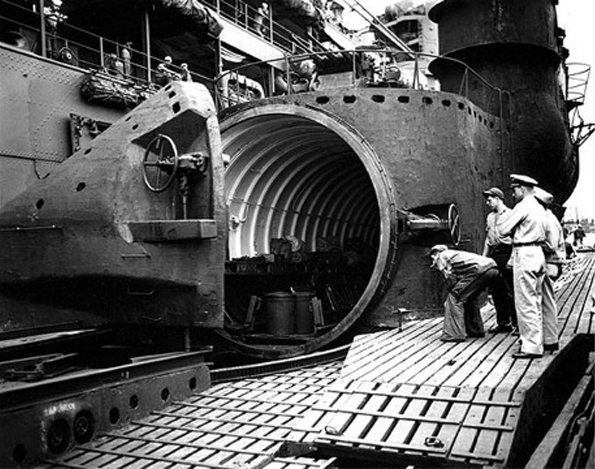
Inspectores de la Marina estadounidense junto al hangar del I 400.

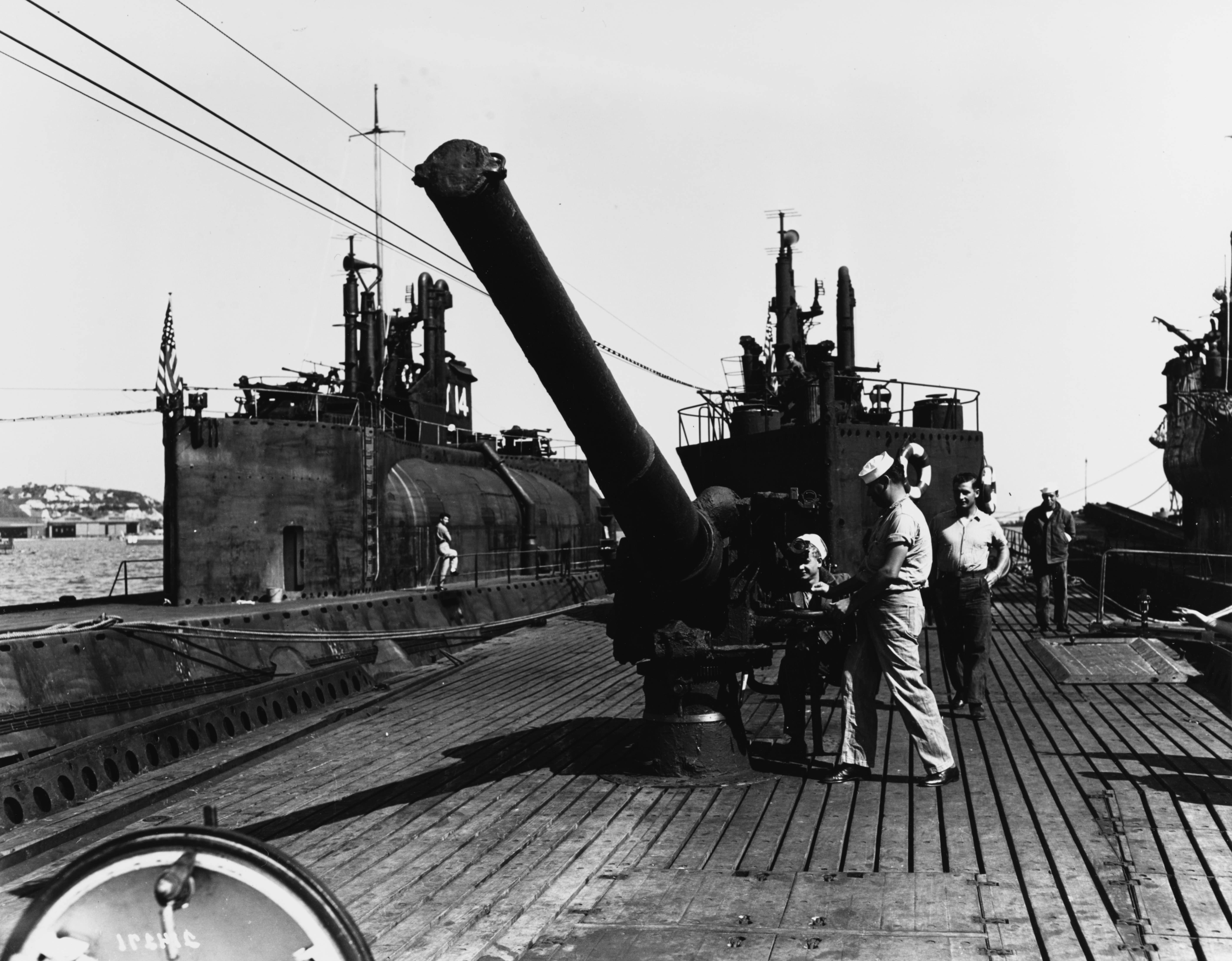
Personal de la Marina estadounidense inspeccionando el cañón del I-400.

Supuestamente el submarino llegaba a la zona de operaciones y salía a superficie, la dotación de cubierta tenía 30 minutos para hacer despegar los tres hidroaviones Seiran. Estos estaban alojados con las alas plegadas en el hangar tubular de 28 m de largo y al sacarlos las alas se desplegaban a mano, luego se hacía avanzar el avión sobre su montante y de unos compartimientos laterales se extraían los flotadores que se unían a las alas (en caso de querer recuperar el avión y su piloto). En caso contrario se lanzaba la aeronave sin éstos, ya que le restaban 100 km a su velocidad máxima. Como último paso, se lanzaban desde la catapulta de vapor situada en la proa. Sobre la cubierta también había una grúa plegable de 7 m de alto, para recuperar los aviones.
Los sen toku (ataque secreto submarino) fueron concibidos para realizar un ataque aéreo sorpresa basados en la experiencia del I-26 en las costas de Oregón en EE.UU al comienzo del conflicto.
Aunque en un principio se pensó en armarlos con bombas bacteriológicas, esa idea se desechó y se cambió a un bombardeo convencional sobre las compuertas del Canal de Panamá, a fin de cortar de raíz el paso de efectivos navales aliados desde el Atlántico norte al Pacífico; Esta operación se llamó Operación Arashi.
Los Sen-toku salieron en misión en julio de 1945 junto a dos submarinos tipo AM, el I-13 y el I-15, pero descoordinaciones operativas hicieron perder un precioso tiempo.
Estando en alta mar y próximos a Truk recibieron un comunicado oficial del cuartel general de la marina en que se les ordenaba retornar y entregarse en puerto japonés a los estadounidenses. Los tripulantes de estos submarinos se deshicieron de los Seiran y retornaron a finales de septiembre izando bandera de rendición negra.
Después de su captura, fueron rápidamente estudiados por los estadounidenses, quienes se asombraron por al alto grado de tecnología encontrado en ellos.
Estos fueron parte del grupo de cuatro submarinos (los gigantes I-400, I-401, y los veloces I-201, I-203) muy superiores a cuanto se conociera en ese momento, que habían sido llevados a Hawái. Posteriormente se tomó la extraña y apresurada decisión de hundirlos ante la presión rusa por localizarlos. Fueron hundidos en Kalaeloa, cerca de Oahu, Hawái, por torpedos del submarino USS Cabezon el 31 de mayo de 1946. La razón aparente era que los técnicos soviéticos demandaban acceder a esos submarinos.
En el año 2000 se descubrió el I-401 a 820 metros de profundidad, cerca de Barbers Point.